# Gus van Go
Gus van Go, né Gustavo Coriandoli à Mar del Plata, en Argentine, est un producteur de musique, un ingénieur du son de mixage et un musicien canadien. 
Il a été nommé pour un prix Juno. Il est surtout connu pour son travail avec le groupe montréalais The Stills, ayant participé à la production, le mixage, l'écriture et les arrangements de trois albums et d'un EP avec le groupe. Il a également produit et mixé du matériel pour plusieurs artistes, dont Arkells, The Sam Roberts Band, Whitehorse, Wintersleep, Terra Lightfoot, Hollerado, Said The Whale, The Trews et Priestess. Il est également membre du groupe Megative, aux côtés de Tim Fletcher (ex-chanteur de The Stills) et du chanteur de reggae jamaïcain Screechy Dan.

## Biographie

### Enfance
Van Go (né Gustavo Coriandoli), est né à Mar del Plata, en Argentine. Sa famille a émigré au Canada en 1973 où il est devenu citoyen canadien à l'âge de 5 ans.

### Carrière
Van Go a commencé sa carrière musicale en tant que chanteur et guitariste pour le groupe montréalais Me Mom and Morgentaler,. Le groupe est devenu culte dans les années 1990 et est connu pour ses concerts extravagants et théâtraux. En 1999, plus de 10 000 personnes ont assisté au concert de réunion du groupe à Québec.[réf. nécessaire]
En 1996, il s'installe à New York, où il rencontre le musicien et producteur Werner F. Les deux hommes commencent à travailler ensemble en 2003 lorsqu'ils produisent le premier album de The Stills, Logic Will Break Your Heart qui reçoit de bonnes critiques. En 2006, ils créent The Boiler Room Studio dans le quartier de Williamsburg à Brooklyn, New York, où ils ont depuis produit et mixé de nombreux albums, y compris Fast Romantics, Monster Truck, Matt Mays, Glorious Sons, The Elwins, Michael Rault, ainsi que de nombreux artistes québécois comme Les Trois Accords et Les Cowboys Fringants. 
Van Go partage présentement son temps entre ses studios de Brooklyn et de Montréal.

## Prix
En 2008, l'album Compter Les Corps de Vulgaires Machins (une autre production de Gus van Go & Werner F) a été mis en nomination pour le prix Juno d'« album francophone de l'année ». 
Oceans Will Rise, le troisième album de The Stills, a reçu le prix Juno de « l'album alternatif de l'année » lors du gala des prix Juno 2009, le 28 mars 2009
En 2010 et 2013, il reçoit une nomination, avec son coproducteur Werner F, pour le prix du producteur de l'année à l'ADISQ, pour son travail avec Les Trois Accords. 
En 2015, il est mis en nomination pour le prix Juno de l'ingénieur d'enregistrement de l'année, pour l'album Leave No Bridge Unburned, du groupe Whitehorse. Cet album a remporté le prix de l'album alternatif de l'année. 
Il a produit et mixé en 2015 l'album Octobre du groupe Les Cowboys fringants, qui a atteint le sommet des palmarès québécois, le statut de disque d'or et le prix d'album de l'année à l'ADISQ. 
Van Go est cité pour le prix Juno de l'ingénieur d'enregistrement de l'année 2018, pour son travail avec le groupe Whitehorse et l'autrice-compositrice-interprète Terra Lightfoot. Les albums des deux artistes sont également en lice pour l'album alternatif adulte de l'année. Ils ont été produits et mixés par Gus van Go et son collègue, Werner F[réf. nécessaire]. 

### Discographie partielle
| Année | Artiste                  | Album                                                           |
| ----- | ------------------------ | --------------------------------------------------------------- |
| 1995  | The Kingpins             | On the Run                                                      |
| 1997  | The Kingpins             | Watch Your Back                                                 |
| 1998  | The Undercovers          | Some People (Stomp Records)                                     |
| 2003  | The Stills               | Logic Will Break Your Heart (Vice Records / Atlantic)           |
| 2005  | Priestess                | Hello Master (RCA / Indica)                                     |
| 2006  | The Stills               | Without Feathers (Vice Records / Atlantic)                      |
| 2006  | Vulgaires Machins        | Compter les corps (Indica Records)                              |
| 2006  | Xavier Caféïne           | Gisèle (M) (Indica Records)                                     |
| 2008  | The Trews                | No Time for Later                                               |
| 2008  | The Stills               | Oceans Will Rise (Arts & Crafts)                                |
| 2009  | The Junction             | Another Link in the Chain                                       |
| 2009  | Chinatown                | Cité d’or                                                       |
| 2009  | Les Trois Accords        | Dans mon corps (Indica Records)                                 |
| 2010  | Vulgaires Machins        | Requiéme pour les sourds (Indica Records)                       |
| 2010  | Hollerado                | Record in a Bag (Royal Mountain Records)                        |
| 2010  | Ariel                    | Après le crime                                                  |
| 2011  | Neverending White Lights | Act III: Love Will Ruin (M)                                     |
| 2011  | Monster Truck            | The Brown EP (Dine Alone Records)                               |
| 2011  | The Grates               | Secret Rituals (Dew Process / Death Valley)                     |
| 2011  | Kamakazi                 | Rien à cacher                                                   |
| 2012  | Amos the Transparent     | Good Night My Dear… I’m Falling Apart                           |
| 2012  | The Junction             | Grievances                                                      |
| 2012  | GrimSkunk                | Set Fire (Indica Records)                                       |
| 2012  | Rah Rah                  | The Poet’s Dead (Hidden Pony)                                   |
| 2012  | Les Trois Accords        | J'aime ta grand-mère (La Tribu)                                 |
| 2013  | Hollerado                | White Paint (Royal Mountain Records)                            |
| 2013  | Xavier Caféïne           | New Love (Indica Records)                                       |
| 2013  | Wildlife                 | On the Heart (P) (Wax Records)                                  |
| 2013  | Said the Whale           | hawaiii (M) (Hidden Pony)                                       |
| 2014  | Terra Lightfoot          | Everytime My Mind runs Wild (Sonic Unyon Records)               |
| 2014  | Jeremy Fisher            | The Lemon Squeeze (Hidden Pony)                                 |
| 2014  | Teenage Kicks            | Spoils of Youth (M) (Rezolute/Universal)                        |
| 2014  | In-Flight Safety         | Conversationalist (M) (Dead Daisy/Night Danger)                 |
| 2014  | Guillaume Beauregard     | D’Étoiles, de pluie et de cendres (La Tribu)                    |
| 2015  | The Lazys                | The Lazys (Pheremone Records)                                   |
| 2015  | Michael Rault            | Living Daylight (M) (Burger Records)                            |
| 2015  | Simon I                  | Simon I (Co-P, (M) (La Tribu)                                   |
| 2015  | The Glorious Sons        | The Union (M) (Black Box)                                       |
| 2015  | The Elwins               | Play For Keeps (M) (Hidden Pony)                                |
| 2015  | Hollerado                | Firefly (single) (Royal Mountain Records)                       |
| 2015  | Whitehorse               | Leave No Bridge Unburned (Six Shooter Records)                  |
| 2015  | Rah Rah                  | Vessels (Hidden Pony)                                           |
| 2015  | Terra Lightfoot          | Every Time My Mind Runs Wild (Sonic Unyon)                      |
| 2015  | Les Cowboys Fringants    | Octobre (La Tribu)                                              |
| 2015  | Les Trois Accords        | Joie d’etre gai (La Tribu)                                      |
| 2015  | Fast Romantics           | Julia, single                                                   |
| 2016  | The Junction             | City Light, single (M) (Culvert Music)                          |
| 2016  | Wintersleep              | The Great Detachment (M) (Dine Alone)                           |
| 2016  | Tuns                     | Mind Over Matter (M) (Royal Mountain)                           |
| 2016  | Arkells                  | Morning Report (P) (Universal Music Canada / Last Gang Records) |
| 2016  | Sam Roberts              | If You Want It, single (M) (Universal)                          |
| 2017  | Fast Romantics           | American Love (Light Organ)                                     |
| 2017  | Hollerado                | Born Yesterday (P) (Royal Mountain Records)                     |
| 2017  | Said the Whale           | As Long As Your Eyes Are Wide (M) (Hidden Pony)                 |
| 2017  | Whitehorse               | Panther in the Dollhouse (Six Shooter Records)                  |
| 2017  | Matt Mays                | Once Upon A Hell Of A Time (M) (Sonic Records)                  |
| 2017  | Terra Lightfoot          | New Mistakes ( Sonic Unyon Records)                             |
| 2018  | Carmanah                 | Speaking In Rhythms                                             |
| 2018  | Remi Chasse              | Les Cris et Les Fleurs (Musicor)                                |
| 2018  | Jill Barber              | Metaphora' (Outside)                                            |
| 2018  | Lowell                   | Lone Wolf (Arts & Crafts)                                       |
| 2024  | Les Cowboys Fringants    | Pub Royal (La Tribu)                                            |